# 左旗增十三
狐狸座18，又名BD+26 3815，HD 191747、SAO 88295、HR 7711，是狐狸座的一颗恒星，视星等为5.52，位于銀經65.71，銀緯-3.57，其B1900.0坐标为赤經20h 6m 23s，赤緯+26° -3.57′ 28″。